# Pielavesi
Pielavesi est une municipalité du centre-est de la Finlande, dans la région de Savonie du Nord.

## Géographie
La commune, traversée par la route bleue, est typique de la région. Forêts et grands lacs dominent le paysage. Les deux principaux lacs sont le Nilakka et le Pielavesi, qui a donné son nom au village principal de la commune situé sur sa rive orientale.
Les sites Natura 2000 de Pielavesi sont les anciennes forêts naturelles de Valkeiskylä et Ventojoki, le marais Pangansuo, la rivière Koivujoki et la forêt d'Hirvijärvi.
La municipalité est bordée par Kiuruvesi (nord), Iisalmi (est), Maaninka (sud-est), Tervo (sud) et Keitele (ouest) en Savonie du Nord; mais aussi par Pihtipudas en Finlande-Centrale ainsi que par Pyhäjärvi en Ostrobotnie du Nord (toutes deux au nord-ouest).

## Démographie
Depuis 1980, l'évolution démographique de Pielavesi est la suivante :
| Année      | 1980  | 1985  | 1990  | 1995  | 2000  | 2005  |
| ---------- | ----- | ----- | ----- | ----- | ----- | ----- |
| population | 7 439 | 7 155 | 6 677 | 6 508 | 5 916 | 5 482 |

| Année      | 2010  | 2015  | 2020  |
| ---------- | ----- | ----- | ----- |
| population | 5 087 | 4 740 | 4 383 |

## Administration

### Conseil municipal
Les 21 conseillers municipaux sont répartis comme suit:
| Parti     | Parti                              | Sièges 2021–2025 |
| --------- | ---------------------------------- | ---------------- |
|           | Parti social-démocrate de Finlande | 1                |
|           | Vrais Finlandais                   | 3                |
|           | Parti de la Coalition nationale    | 2                |
|           | Parti du centre                    | 11               |
|           | Ligue verte                        | 0                |
|           | Alliance de gauche                 | 3                |
|           | Chrétiens-démocrates               | 1                |
| Sources : |                                    |                  |

### Subdivisions administratives
Pielavesi n'a qu'une agglomération : le village de Pielavesi.
Les villages de Pielavesi sont: Heinämäki, Jokijärvi, Joutsenniemi, Jylhä, Jylänki, Karjala, Koivujärvi, Kotaniemi, Kuivaniemi, Kurolanlahti, Lammassalo, Lampaanjärvi, Lappetelä, Laukkala, Leppämäki, Löytynjärvi, Löytynmäki, Niemisjärvi, Ohemäki, Pahkamäki, Pajumäki, Pajuskylä, Panka, Pappila, Pauha, Penttilänlahti, Pielavesi, Petäjäjärvi, Pukara, Ristinen, Saarela, Sulkava, Säviä, Taipale, Tallus, Tommonmäki, Tuovilanlahti, Vaaraslahti et Venetmäki.

## Transports
Pielavesi est traversée par la route principale 77 ainsi que par les routes régionales 554, 560, 561, 563 et 554.

## Personnalités
La commune est surtout connue pour être le lieu de naissance d'Urho Kekkonen, président de la Finlande pendant 26 ans de 1956 à 1982, certainement l'homme politique qui a le plus marqué l'après guerre dans le pays.
Il est possible de visiter sa maison de naissance (Lepikon torppa), où il passa sa petite enfance avant que sa famille ne parte pour Kajaani.
- Paavo Castrén (né en 1938), professeur,
- Urho Kekkonen (1900-1986), président
- Joonas Kokkonen (1921–1996), académicien,
- Lauri Kokkonen (1918-1985), dramaturge
- Juha Laukkanen (né en 1969), lanceur de javelot
- Leo Makkonen (né en 1948), archevêque
- Tuure Niskanen (1899–1978), musicien
- Tapio Nousiainen (1914–1981), écrivain
- Viljo Remes (1926–2016), pasteur
- Antti Ruuskanen (né en 1984), lanceur de javelot
- Ilpo Saastamoinen (né en 1942), compositeur
- Anne Seppälä (née en 1939), écrivain